# Campionatul Național de Fotbal al României 1929-1930
Sezonul 1929-1930 al Campionatului Național a fost cea de-a 18-a ediție a Campionatului de Fotbal al României. Juventus București a devenit campioană pentru prima oară în istoria sa.
Deși proaspăt înființata Federație Română de Fotbal stabilise un nou sistem competițional, împărțind țara în cinci ligi regionale, noul sistem nu a putut fi aplicat în acest sezon, deoarece începuseră deja unele competiții locale. S-a desfășurat un sistem cu 18 regiuni, dintre care doar 17 au fost reprezentate în faza națională, câștigătoarea Turdei neparticipând. Meciurile s-au jucat mai devreme cu o lună decât până acum pentru a permite echipei naționale să participe la prima ediție a Campionatului Mondial.

## Faza națională

### Runda de calificare
| 27 aprilie 1930 | Dacia Unirea Brăila | 4 – 2 | Dacia Galați | Brăila |
| 27 aprilie 1930 |                     |       |              | Brăila |

| 4 mai 1930 | Victoria Constanța | 0 – 1 | Tricolor Ploiești | Constanța |
| 4 mai 1930 |                    |       |                   | Constanța |

|  | Universitatea Cluj | 1 – 0 | Mureșul Târgu Mureș | Cluj |
|  |                    |       |                     | Cluj |

|  | Stăruința Oradea | 4 – 2 | Stăruința Satu Mare | Oradea |
|  |                  |       |                     | Oradea |

| 10 mai 1930 | Juventus București | 4 – 1 | Tricolor Ploiești | București |
| 10 mai 1930 |                    |       |                   | București |

### Runda preliminară
| 11 mai 1930 | SG Sibiu | 0 – 0 | Brașovia Brașov | Sibiu |
| 11 mai 1930 |          |       |                 | Sibiu |

Rejucare
| 12 mai 1930 | SG Sibiu     | 3 – 0 | Brașovia Brașov | Sibiu |
| 12 mai 1930 | neprezentare |       |                 | Sibiu |

| 11 mai 1930 | Oltul Slatina | 0 – 1 | CAM Timișoara | Craiova |
| 11 mai 1930 |               |       |               | Craiova |

| 11 mai 1930 | Universitatea Cluj | 4 – 0 | Stăruința Oradea | Cluj |
| 11 mai 1930 |                    |       |                  | Cluj |

| 11 mai 1930 | Concordia Iași | 2 – 4 | M.V. Chișinău | Stadionul Regele Ferdinand, Iași |
| 11 mai 1930 |                |       |               | Stadionul Regele Ferdinand, Iași |

### Sferturile de finală
| 18 mai 1930 | Dragoș Vodă Cernăuți | 2 – 4 | M.V. Chișinău | Cernăuți |
| 18 mai 1930 |                      |       |               | Cernăuți |

| 18 mai 1930 | Dacia Unirea Brăila | 0 – 16 | Juventus București | Brăila |
| 18 mai 1930 |                     |        |                    | Brăila |

| 18 mai 1930 | Universitatea Cluj | 7 – 0 | SG Sibiu | Cluj |
| 18 mai 1930 |                    |       |          | Cluj |

| 25 mai 1930 | Gloria CFR Arad | 1 – 0 | CAM Timișoara | Arad |
| 25 mai 1930 |                 |       |               | Arad |

### Semifinale
| 29 mai 1930 | Juventus București                      | 4 – 2 | M.V. Chișinău             | Stadion Romcomit, București Arbitru: Alexandru Buzna (Brașov) |
| 29 mai 1930 | Wetzer 25', 41' Carianopol 26' Dobo 72' |       | C.Vîlcov 53' P.Vîlcov 82' | Stadion Romcomit, București Arbitru: Alexandru Buzna (Brașov) |

| 1 iunie 1930 | Gloria CFR Arad | 3 – 0 | Universitatea Cluj | Arad |
| 1 iunie 1930 |                 |       |                    | Arad |

### Finala
| 8 iunie 1930 17:30 | Juventus București                     | 3 – 0 | Gloria CFR Arad | Stadion Romcomit, București Arbitru: Voiuțchi (Cernăuți) |
| 8 iunie 1930 17:30 | Raffinsky 9' Maior II 25' Melchior 68' |       |                 | Stadion Romcomit, București Arbitru: Voiuțchi (Cernăuți) |

| Câștigătorii Campionatului Național ediția 1929/1930 |
| ---------------------------------------------------- |
| Juventus București Primul Titlu                      |